# 井浦正弘
井浦 正弘（いうら まさひろ、1952年または1953年 - ）は日本の地方公務員。新潟市土木部長、同下水道部長、同水道事業管理者を歴任。瑞宝小綬章受章。

## 人物・経歴
新潟市役所に入庁し、人事・福祉・都市計画・財務の他、土木部長、2006年4月 下水道部長。市役所退職後、新潟市民芸術文化会館支配人、新潟市芸術文化振興財団常務理事、2015年4月 新潟市水道事業管理者。2016年9月 災害時の対応力強化へ敦井産業、クボタと支援協定を締結。メーカー、商社との協定は県内では初めてだった。2021年 (令和3年) 6月 新潟市社会福祉協議会会長。

## 栄典
- 2023年4月 令和5年春の叙勲で瑞宝小綬章を受章[1]